# بالشام
بالشام (به انگلیسی: Balsham) یک روستا و محله مدنی در بریتانیا است که در کمبریج‌شر جنوبی واقع شده‌است. بالشام ۱٬۵۹۱ نفر جمعیت دارد.